# インテレス・キャピタル・マネージメント
株式会社インテレス・キャピタル・マネージメント（いんてれすきゃぴたるまねーじめんと）は、投資顧問（投資運用、投資助言）、商品ファンドに関する事業等を行う会社（投資顧問会社）である。

## 概要
金融商品取引法の規定における投資運用業者および投資助言、投資代理業者。
個人投資家を相手とした投資顧問業と、証券会社をはじめとした金融商品取引業者等への情報配信（マーケットレポート）を行っている。
社長の古川修己は小林洋行の出身で、現在のばんせい山丸証券を経て数社の投資顧問会社で取締役を歴任した実績がある。
日本商品投資顧問業協会に加入している。

### 免許・許認可
- 第二種金融商品取引業 投資助言・代理業（登録番号：関東財務局長（金商）第565号）

## 沿革
- 1994年 - 会社設立
- 2004年 - 「商品先物市場専門のマーケット情報」の提供開始
- 2004年 - 運用プログラム「ソレイユI・II」リリース
- 2006年 - 携帯による情報提供サービスを開始
- 2006年 - 運用プログラム「アイビス」リリース
- 2006年 - 運用プログラム「ロングレンジ」リリース
- 2007年 - 個人投資家向けの商品投資一任契約を提供開始

## 主な事業

### 投資運用・商品ファンド事業
- インテレスDC
- グッドセレクション
- 法人資産、企業年金基金運用

### 投資助言・代理事業
- マーケットレポート配信